# Ластади
Ластади (нем. Lastadie) был историческим торговым и складским районом центрального Кёнигсберга.

## Название
Название Ластади происходит от средневекового латинского Lastagium, ссылаясь на парусный балласт и на погрузочные доки. В древневерхненемецком языке оно стало ladastat и в средненижненемецком языке Lastadie. На нижнепрусском диалекте Кёнигсберга оно звучало как Lastaadje. В то время как средневековые доки были также построены в Кнайпхофе (в Переднем Форштадте) и Лёбенихте (в соседнем районе), название «Lastadie» в Кёнигсберге стало использоваться исключительно того места, которое относилось к Альтштадту и к югу Лаака.

## История
Самые старые доки Кёнигсберга были расположены на острове, известном как Фогтсвердер на реке Прегель. В 1286 году вышедший указ об образовании города Альтштадта позволил городу построить эти первоначальные доки (позже названные Kai, что означает набережная) на западном берегу острова, и соединить их с Альтштадтом Зелёным мостом. Однако с получением прав города Кнайпхофом, на острове Фогтсвердер, в качестве конкурирующего города в 1327 году, Альтштадту пришлось переместить использование доков.
Документированные в 1339 году, новые доки Ластади были построены на юго-западе, за пределами городских стен Альтштадта. Этот новый складской район в конечном итоге был ограничен дорогами Нойер Грабен и Райфшлёгерштрассе на западе и севере, и соответственно Прегелем на востоке и юге. В 1804 году Людвиг фон Бажко описал Ластади как место ограниченное Альтштадтом, Лааком, Прегелем, а с XVII века, городскими стенами и Голлендербаумом.
В 1464 году, во время Тринадцатилетней войны, Ластади был сожжён войсками Эльбинга и Фромборка, руководимыми Иоганном Шальски. Скотобойня Альтштадта была задокументирована в Ластади в 1613 году, но вероятно она была построена ранее.
Согласно регламенту городской ратуши, 13 июня 1724 года король Фридрих Вильгельм I объединил Альтштадт и Ластади в единый город Кёнигсберг. 11 ноября 1764 года случился большой пожар, который возник на паруснике пришвартованном в складских доках Ластади. За счёт сильного порыва ветра пожар распространился на восток Кёнигсберга из-за чего выгорело много домов Лёбенихта и Закхайма.
В результате пожара случившегося в Ластади в 1839 году, резко снизилось использование доков. А также благодаря созданию современных доков Кёнигсберга вблизи острова Контиен, после Первой мировой войны. Последние разрушения случились во время англо-американских бомбардировок Кёнигсберга в 1944 году.

## Здания
Ластади часто упоминается как складской квартал Кёнигсберга или как квартал-гавань, из-за его многочисленных многоэтажных фахверковых складов построенных в XVI—XVIII веках. У этих декорированных зданий были выразительные имена, такие как: Солнце, Орёл, Вера, Лев, Медведь, Голубь, Меркурий и Пеликан. Склады Жеребец и Бык датируются 1589 годом.
Фондовая биржа Альтштадта была расположена в Ластади вдоль ветви Гундегатт Прегеля. Она прекратила свою деятельность в качестве фондовой биржи в 1724 году во время объединения Кёнигсберга и была впоследствии демонтирована. 1 января 1770 года Меннонитская церковь была открыта на Альтштадтишер Транкгассе.
Склады, граничащие с торговым районом Лицент, взимали пошлины за товары прибывающие по Прегелю в Лицентхаус. Большая часть населения Кёнигсберга, говорившая на голландском, английском, шведском и датском языках, поселилась в Лиценте.
Голландербаум был закрыт ветвями деревьев, расположенных на выходе Прегеля из города, недалеко от Краушенекшской Вальштрассе и средневековых городских стен. Используемый для принудительного взимания сборов с кораблей, прибывающих с запада, Голландербаум был впервые задокументирован в 1459 году и, вероятно, был отстроен к 1570 году. Он был назван в честь большого количества кораблей из средневековой Голландии, которые торговали в городе. Закхаймский Литауэрбаум, в восточной части Кёнигсберга, был похожим на Голландербаум местом.
К западу от Лицента, и к югу от Лаака, были XV века Клаппервайзе или Клапгольцвайзе. Постепенно развивались луга, позже ставшие известными как Лиценвайзе. Расположенное на Голландербаумштрассе Главное таможенное управление, управляло судовыми и железнодорожными сборами. На западе был Главный армейский офис, который занимался продовольственным обеспечением армии. Литценский вокзал, также известный как Пиллауерский вокзал, был железнодорожной станцией, построенной в 1865 году на бывшей луговой земле, расположенной вдоль Лицентграбенштрассе к северу от моста Эйзенбанбрюке (построенный в 1863-65 годах). Который был заменён в 1929 году после открытия вокзала Голландербаум к северу от моста Райхсбанбрюке (построенный в 1913 году).

## Галерея

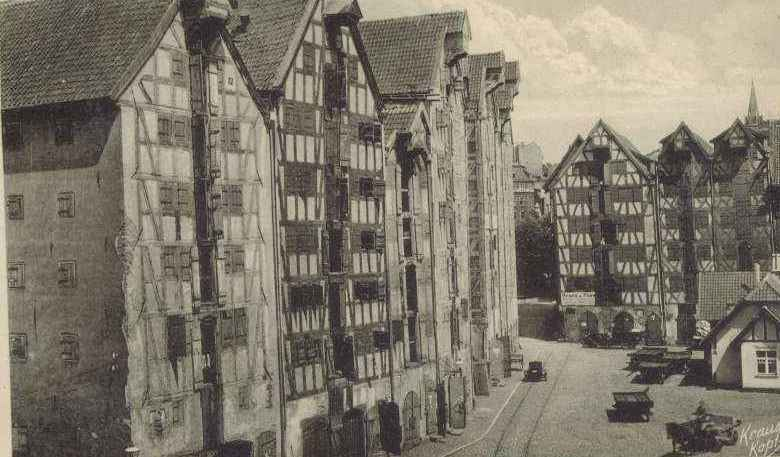
Склады Ластади
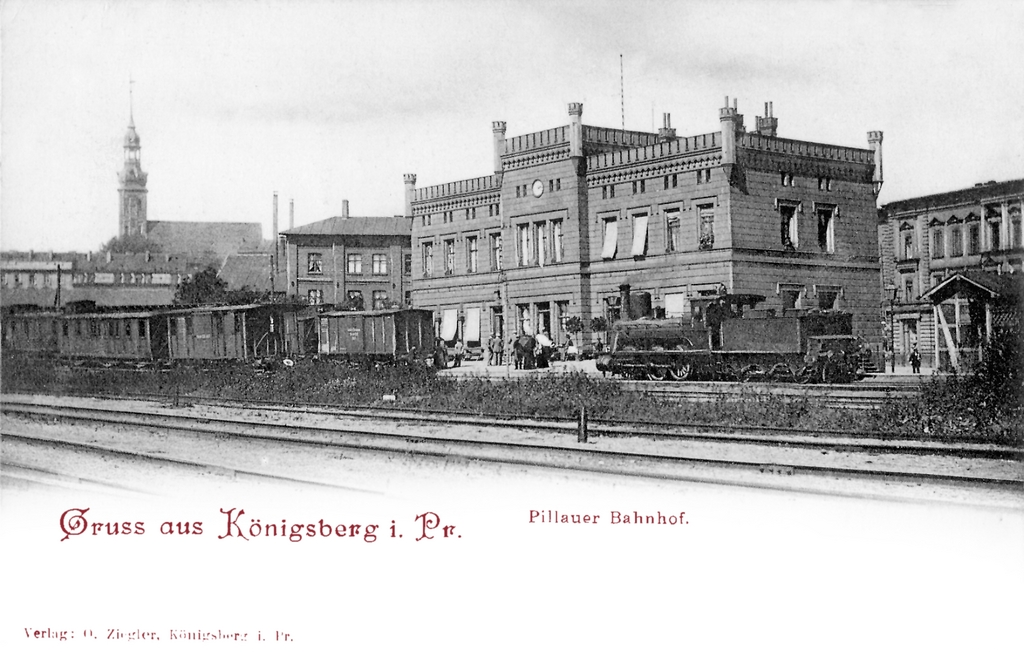
Пиллауэрский вокзал
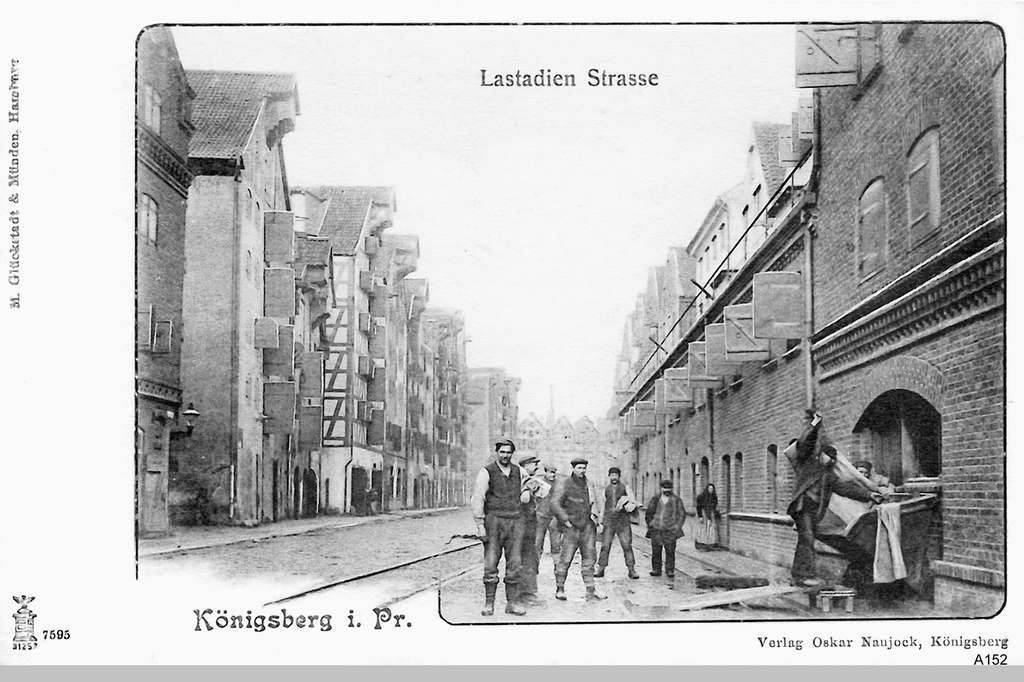
Рабочие на Ластадинштрассе